# Oudsberg

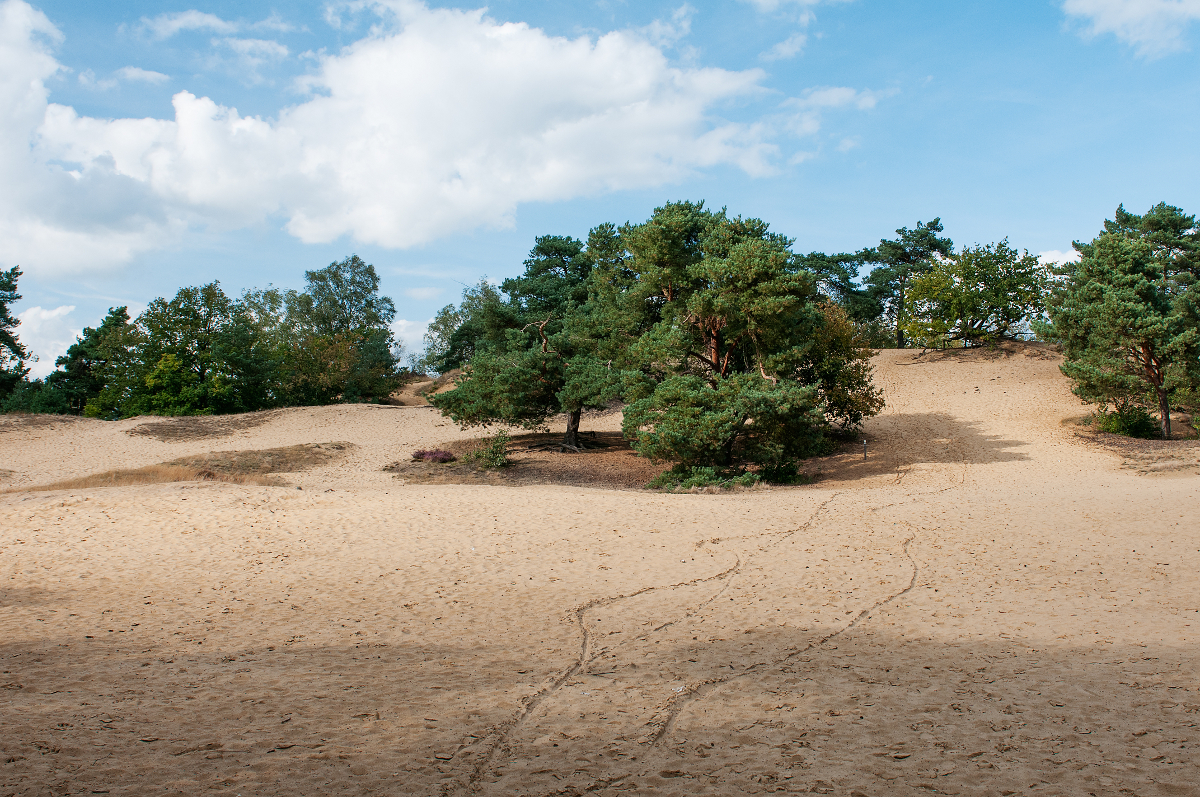
Gezicht op de Oudsberg

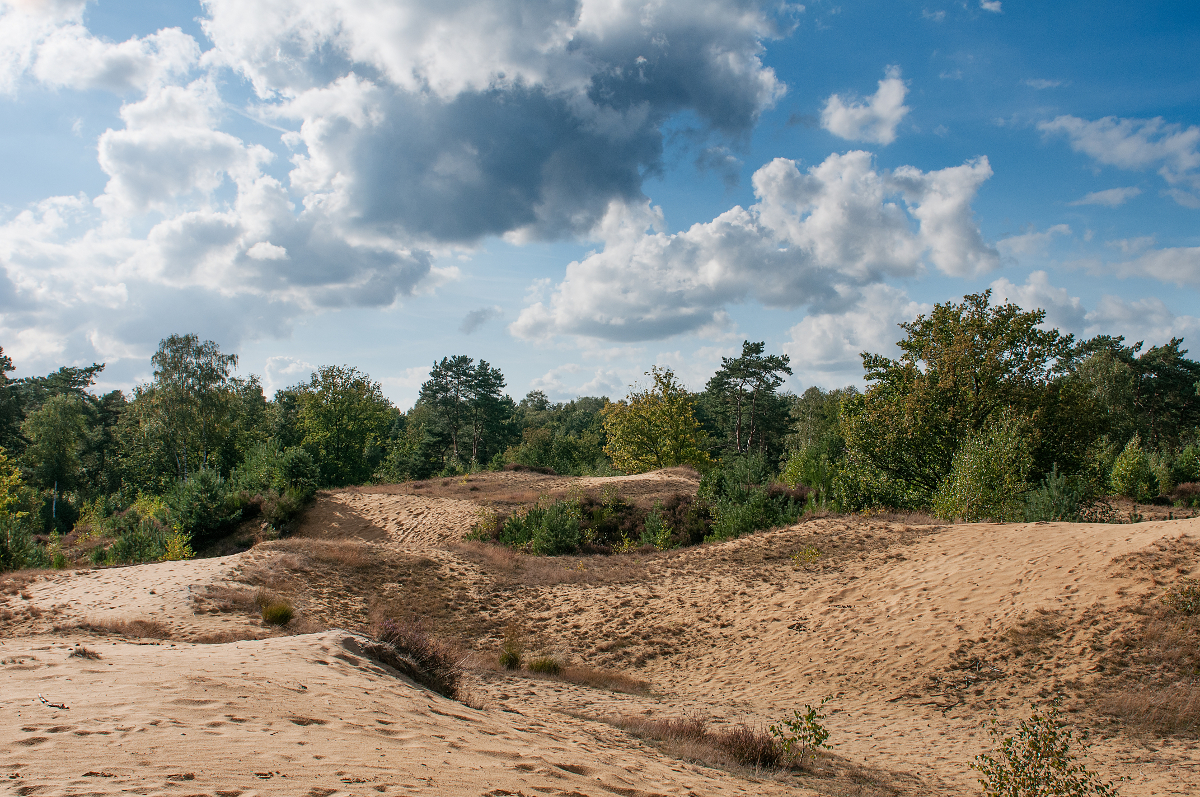
Omgeving van de Oudsberg

De Oudsberg (ook wel de Zandberg genoemd) staat bekend als de grootste en hoogste open stuifduin van Vlaanderen, gelegen in het Gruitroderbos in een duinengordel die zich vroeger uitstrekte van Hechtel tot Maaseik. Oudsberg maakt deel uit van het Nationaal Park Hoge Kempen. 
De Oudsberg torent een 30-tal meter uit boven het Kempens Plateau. De Oudsberg is sinds 1998 erkend als Vlaams natuurreservaat en strekt zich uit op het grondgebied van gemeente Meeuwen-Gruitrode en geeft haar naam aan de fusiegemeente Oudsbergen. Het gebied is Europees beschermd als onderdeel van een Natura 2000-gebied ((habitatrichtlijngebied 'Mangelbeek en heide- en vengebieden tussen Houthalen en Gruitrode' (BE2200030) en vogelrichtlijngebied 'Houthalen-Helchteren, Meeuwen-Gruitrode en Peer' (BE2220313).

## Ontstaan
Tijdens de jongste ijstijd, het Weichselien, die ongeveer 11.000 jaar geleden ten einde kwam, kreeg het Kempens Plateau te maken met enorme zandverstuivingen, omdat er nog geen gesloten vegetatiedek was. Er vormden zich diepe leeggestoven laagten, waarin vennen ontstonden. Voorbeelden hiervan zijn de Ruiterskuilen, het Turfven, het Zwartven en het Broeksven. Hoge zandafzettingen staken als duinruggen boven het landschap uit. Door de opwarming van het klimaat ontwikkelden er zich stilaan berken- en eikenbossen.
In de Middeleeuwen verarmde de bodem van de Oudsberg door intensieve ontginning. Hierdoor kon alleen heide nog overleven. Plaatselijke overbegrazing van schapen zorgde opnieuw voor zandverstuiving, die het huidige duinlandschap boetseerde.
Vandaag zijn de landduinen nog steeds in volle evolutie. Het zand breidt zich uit terwijl de duintoppen wegstuiven. Ooit was de Oudsberg 95 meter hoog en behoorde daarmee tot de hoogste toppen van Limburg. Maar de laatste decennia kromp de heuvel zeker 7 meter.

## Duinengordel
De Oudsberg is onderdeel van het natuurgebied Duinengordel, een samenwerkingsverband tussen 4 Limburgse gemeenten met een visie voor het centraal gelegen open-ruimtegebied.

## Unesco
De Oudsberg werd opgenomen in het aanvraagdossier voor Unesco Werelderfgoed, samen met het Nationaal Park Hoge Kempen.